# Katia Ricciarelli
Katia Ricciarelli, född 16 januari 1946 i Rovigo i Veneto, Italien, är en italiensk operasångerska (sopran). Hon föddes i en mycket fattig familj och kämpade hårt under de tidiga åren när hon studerade musik.
Hon studerade vid Benedict Marcello-konservatoriet i Venedig, vann ett flertal sångtävlingar 1968 och gjorde sin professionella debut som Mimì i Puccinis La Bohème i Mantua 1969, följt av en roll i Verdis Il trovatore i Parma 1970. Året efter vann hon italienska RAI:s pris ”Voci Verdiane”. Mellan 1972 och 1975 engagerades hon i de stora europeiska och amerikanska operahusen som exempelvis operan i Chicago i USA (1972), La Scala i Italien (1973), Royal Opera House, Covent Garden i London (1974); och Metropolitan i New York 1975. Ricciarelli gästspelade som Tosca (första sceniska framträdande som Tosca) i Stockholm tillsammans med José Carreras och Ingvar Wixell den 3 mars 1981 (se diskografin nedan), senare som Leonora i Verdis Trubaduren och som Maria Stuarda av Donizetti 1992. 1981 inledde hon ett decennielångt samarbete med festspelen i Pesaro, och breddade på så vis sin repertoar av Rossinis operor.
Ricciarelli grundade 1991 Accademia Lirica di Katia Ricciarelli och sedan 2003 har hon varit konstnärlig ledare för den årliga sommarfestivalen Macerata Opera.
Utöver sina många operaframträdanden har hon även medverkat på film och tv, på film bland annat som Desdemona i Franco Zeffirellis version av Verdis Otello 1986 tillsammans med Plácido Domingo, och 2005 vann hon italienska filmjournalisters pris Nastro d'Argento som bästa skådespelerska för sin roll i den italienske regissören Pupi Avatis La seconda notte di nozze. På italiensk tv:s kanal 5 deltog hon 2006 i dokusåpan La fattoria (den italienska versionen av Farmen).
Hon gifte sig med den italienska tv-personligheten Pippo Baudo på sin 40-årsdag men ansökte om skilsmässa sommaren 2004.

## Diskografi
Katia Ricciarellis diskografi i urval.

### Operor
- Bellini: I Capuleti e i Montecchi (Ricciarelli, Luchetti, Merighi, Monachesi, Marangoni, Teatro La Fenice di Venezias kör och orkester – Piero Bellugi) Mondo Musica 1999 – liveinspelning (16 maj 1973).

- Bellini: I Capuleti e i Montecchi (Ricciarelli, Montague, Raffanti, Lippi, Salvadori, Teatro La Fenice di Venezias kör och orkester – Bruno Campanella) Nuova Era 1991 – liveinspelning (30 april–7 maj 1991).

- Bellini: I Puritani (Malibranversionen) (Ricciarelli, Merritt, Carmona, Scandiuzzi, Jankovic, Gaifa, Riva Orchestra Sinfonica Siciliana, Coro Ente Artistico Teatro Petruzelli – Gabriele Ferro) Fonit Cetra 1986 – liveinspelning (10 april 1986).

- Bellini: Zaira (Ricciarelli, Alaimo, Vargas, Papadjakou, Teatro Massimo Bellini di Catanias orkester och kör – Paulo Olmi) Nuova Era 1991 – liveinspelning (23, 25, 27 september 1990).

- Bizet: Carmen (Ricciarelli, Baltsa, Carreras, van Dam, Berlinfilharmonikerna med kör – Herbert von Karajan) Deutsche Grammophon 1983.

- Donizetti: L’elisir d’amore (Ricciarelli, Carreras, Nucci, Trimarchi, Rigacci, RAI Torinos orkester – Claudio Scimone) Philips 1985.

- Mascagni: Amica (Ricciarelli, Armiliato, Padovan, Ungerska radions och tv:ns symfoniorkester och kör – Marco Pace) – första inspelningen i världen – Kikko Music 1996 – (2 CD).

- Puccini: La Bohème (Ricciarelli, Carreras, Wixell, Hagegård, Putnam, Lloyd, Elvin, Royal Opera House Covent Gardens orkester och kör – Sir Colin Davis) Philips 1979.

- Puccini: Tosca (Ricciarelli, Carreras, Wixell, Royal Orchestra, Royal Opera House, Stockholm, liveinspelning - 3 mars 1981 - Kjell Ingebretsen. House of Opera CD9244 (3 CD). www.operapassion.com - Ricciarellis första sceniska Tosca.

- Puccini: Tosca (Ricciarelli, Carreras, Raimondi, Nimsgern, Zednik, Berlinfilharmonikerna med kör – Herbert von Karajan) Deutsche Grammophon 1980.

- Puccini: Turandot (Ricciarelli, Domingo, Araiza, Hendricks, Raimondi, Hornik, Berlinfilharmonikerna med kör – Herbert von Karajan) Deutsche Grammophon 1981.

- Puccini: Turandot (Ricciarelli [Liù], Carreras, Bogart, Marton[särskiljning behövs] [Turandot], Wiener Staatopers kör och orkester – Lorin Maazel) Sony 1983.

- Rossini: La donna del lago (Ricciarelli, Valentini–Terrani, Gonzales, Raffanti, Ramey, Chamber Orchestra of Europe, Coro Filarmonico di Praga – Maurizio Pollini) Fonit Cetra 1983.

- Rossini: Tancredi (Ricciarelli, Horne, Palacio, Zaccaria – Eve Queler) – New York 1978 HRE.

- Verdi: Aida (Ricciarelli [prästinna], Freni, Carreras, Baltsa, Cappuccilli, Raimondi, van Dam, Wienerfilharmonikerna med kör – Herbert von Karajan) EMI Classics (1970)

- Verdi: Aida (Ricciarelli, Domingo, Obratsova, Nucci, Valentini–Terrani, Ghiaurov, De Palma, Teatro alla Scala di Milanos orkester och kör – Claudio Abbado) Deutsche Grammophon 1983.

- Verdi: Don Carlos (Ricciarelli, Domingo, Raimondi, Ghiaurov, Valentini–Terrani, Nucci, Murray, Teatro alla Scala di Milanos orkester och kör – Claudio Abbado) Deutsche Grammophon 1983–84.

- Verdi: Falstaff (Ricciarelli, Bruson, Nucci, Hendricks, Valentini-Terrani, Los Angeles filharmoniska orkester – Carlo Maria Giulini) Deutsche Grammophon 1984.

- Verdi: I due Foscari (Ricciarelli, Carreras, Cappuccilli, Ramey, New Philharmonia Orchestra med kör – Lamberto Gardelli) Philips 1976.

- Verdi: Il trovatore (Ricciarelli, Carreras, Toczyska, Masurok, Lloyd, Royal Opera House Covent Gardens orkester och kör – Sir Colin Davis) Philips 1980.

- Verdi: Luisa Miller (Ricciarelli, Carreras, Bruson, Rinaudo, Teatro Regio di Torinos kör och orkester – Fernando Previtali) – 5 september 1976 Opera d'Oro – liveinspelning.

- Verdi: Luisa Miller (Ricciarelli, Domingo, Bruson, Obratsova, Royal Opera House Covent Gardens orkester och kör – Lorin Maazel) Deutsche Grammophon.

- Verdi: Otello (Ricciarelli, Domingo, Diaz, Malakova, Orchestra e Coro del Teatro alla Scala di Milano – Lorin Maazel) EMI 1985 (Franco Zeffirellis film).

- Verdi: Simone Boccanegra (Ricciarelli, Cappuccilli, Domingo, Raimondi, RCA:s orkester– Gianandrea Gavazzeni) 1973, RCA.

- Verdi: Un ballo in maschera (Domingo, Ricciarelli, Bruson, Obratzova, Teatro alla Scala di Milanos orkester och kör – Claudio Abbado) Deutsche Grammophon 1980.

### Sakrala verk
- Bellini: Messa N°2/Geremia – Missa Pro Defunctis – Tantum Ergo (Ricciarelli, Fisichella, Zanasi, Orchestra Polifonica Siciliana – Aparo/Bostock) Scandinavian Classics.

- Rossini: Stabat Mater (Ricciarelli, Valentini–Terrani, Gonzales, Raimondi, Philarmonhia Orchestra – Carlo Maria Giulini) Deutsche Grammophon – DDD.

- Verdi: Messa da Requiem (Ricciarelli, Verrett, Domingo, Ghiaurov, Teatro alla Scala di Milanos orkester och kör – Claudio Abbado) Deutsche Grammophon 1980.